# 世界大賽最有價值球員獎
威利·梅斯世界大賽最有價值球員獎（英語：Willie Mays World Series Most Valuable Player (MVP) Award）是頒發給在世界大賽中對所屬球隊最有貢獻的球員。1955年開始頒布這個獎項，是由《運動》雜誌的編輯決定；但是現在由媒體成員聯盟、大聯盟官方、球迷投票所決定。2017年9月29日，該獎項以威利·梅斯之名冠名，以紀念「關鍵接殺」63週年。
關鍵接殺發生在1954年世界大賽第一場的尾聲，八局時印地安人和巨人戰成2平，而八局上半印地安人開局連續兩名打者上壘，這時打者Vic Wertz打出了中外野方向的深遠飛球，梅斯一路飛奔到牆前接殺這個飛球後，還不忘回傳內野阻止跑者推進，隨後巨人隊又保送了下一個打者，但靠著三振和外野飛球度過這次危機。巨人最後在延長賽中拿下第一戰的勝利，並順利橫掃了印地安人。這次接殺被認為是史上最出色的防守之一，但梅斯本人從未獲得世界大賽MVP這個獎項，因為關鍵接殺發生的1954年是梅斯生涯唯一一座世界大賽冠軍。
1955年，第一位獲獎者強尼·波德瑞斯在世界大賽中先發出賽兩場，皆以完投獲勝。1956年，唐·拉森達成了史上第一位在世界大賽投出完全比賽的球員。1960年，鮑比·理查森以12分打點成為該年世界大賽的紀錄，也因此獲得最有價值球員，但是所屬球隊紐約洋基卻輸球了。1979年，39歲半的威利·史塔格爾成為史上最高齡的獲獎者，他在同一年包下了國聯MVP、國聯冠軍賽MVP以及世界大賽MVP三項大獎。2009年，松井秀喜對費城費城人隊出賽六場的打擊率0.615並有8分打點，其中第6場封王戰更是打進了6分打點，因此獲選為世界大賽的最有價值球員，成為了美國職棒大聯盟史上第一位獲得這項殊榮的亞洲和日本球員。

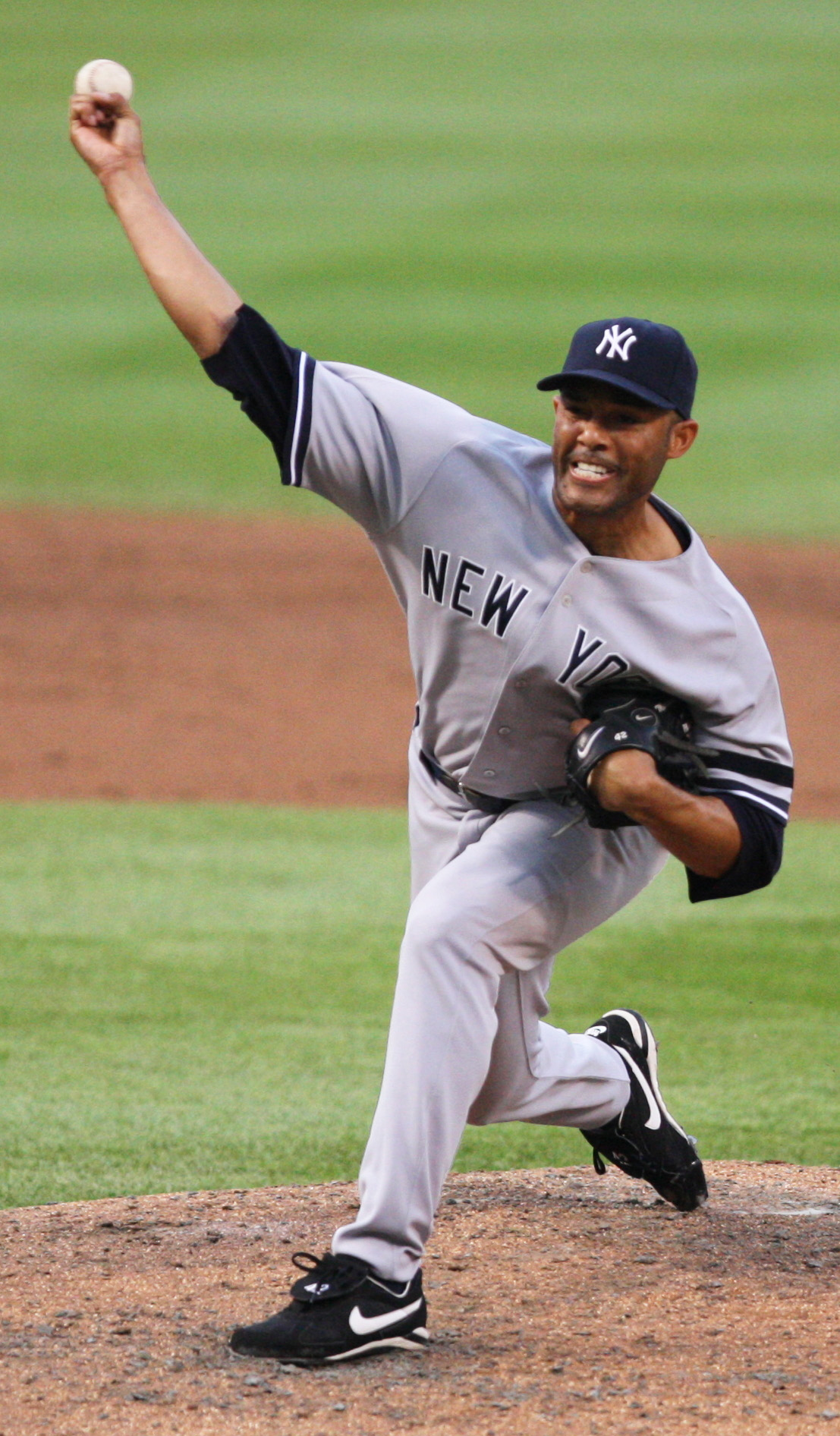
1999年，馬里安諾·李維拉獲得世界大賽的MVP。

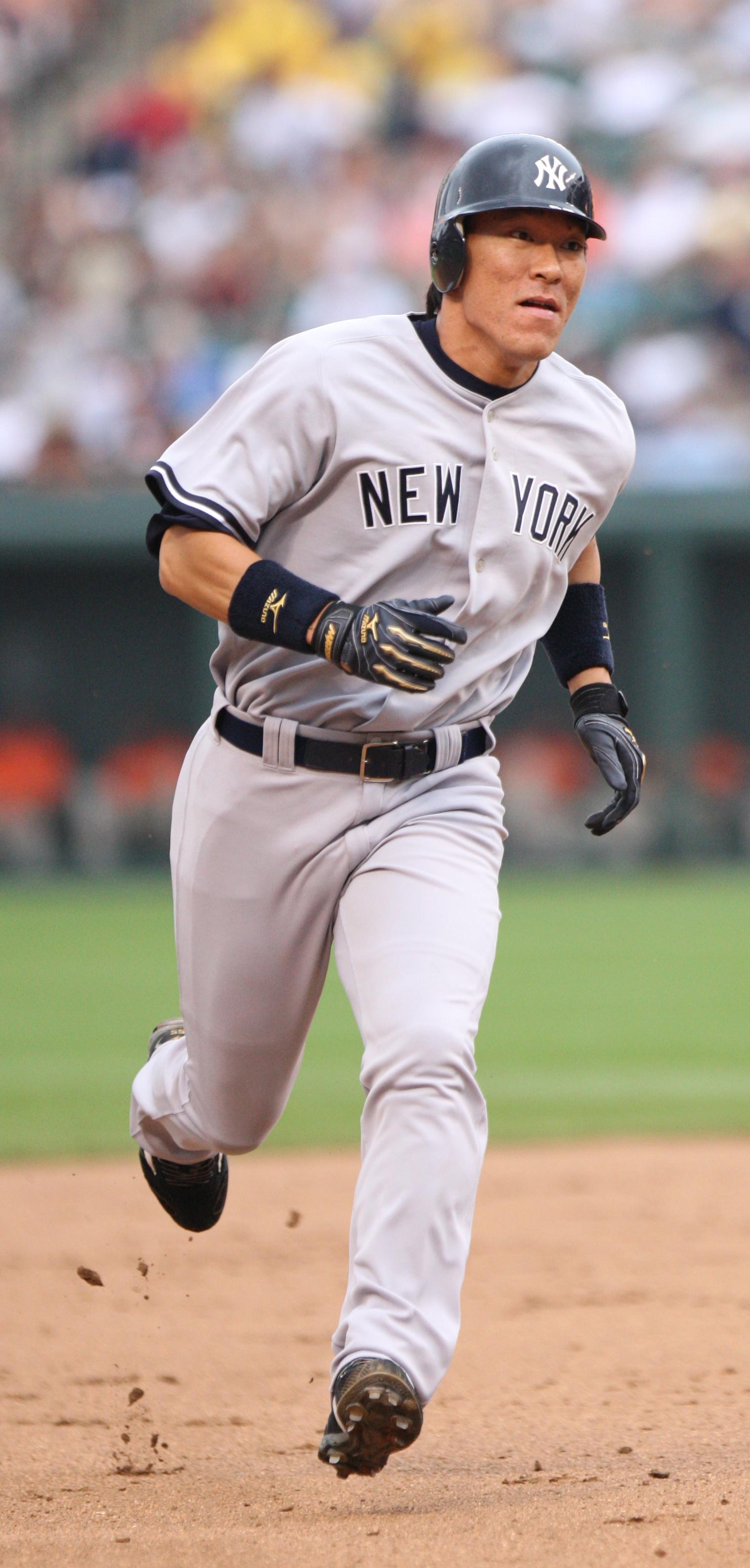
2009年，松井秀喜成為首位獲得世界大賽MVP的亞洲球員。

至今僅有三名選手能兩度獲獎，三人全都是曾獲得例行賽MVP而且在第一次名人堂票選時便高票通過的巨星：三屆賽揚獎得主山迪·柯法斯是第一位兩度獲獎的人，他在1963和1965兩次世界大賽先發5場都是優質先發，投了42局被打25支安打合計失掉4分自責分，防禦率低到只有0.86，送出的三振（52次）比被打出安打的兩倍還多，最讓人驚訝的是他居然還吞了一場敗投（1965年第二戰，6局6安9次三振，失2分有1分非自責分）；隨後兩度贏得賽揚獎的鮑勃·吉布森在1964和1967兩次世界大賽的第七戰都取得完投勝，對手剛好分別是洋基和紅襪，他在1968世界大賽前兩次先發投了18局也只掉1分，送出27次三振，但這一年他在關鍵的第七戰第七局崩盤，這也是他最後一場世界大賽，沒能成為第一個三度獲獎的選手；生涯五次奪冠的瑞吉·傑克森在1973年的前幾戰表現並不出色，不過他在第六戰跟第七戰各有兩分打點帶領球隊翻盤，而他在1977年成為第二個（第一次是1928年的貝比·魯斯）在世界大賽單場三響砲的打者，單年度世界大賽五轟（至今尚未被打破，到現在他仍然還是這些人之中打席最少的）和25個壘打數（已被打破）創下世界大賽紀錄，成為史上第一個兩度獲獎的打者，獲得「十月先生」的美稱。

## 獲獎者
| 年度 | 可連結到該年度世界大賽的條目                                             |
| †    | 美國國家棒球名人堂暨博物館成員                                           |
| ‡    | 現役球員                                                                 |
| *    | 在該年度球季同時獲得聯盟冠軍賽最有價值球員獎的球員                       |
| §    | 該球員所屬球隊輸掉世界大賽                                               |
| ^    | 該年度世界大賽同時出現多名獲獎者                                         |
| (#)  | 如該球員曾獲得多次世界大賽最有價值球員，此標記表示該球員第幾次獲得該獎項 |

| 年度    | 球員               | 守備位置        | 球隊           | 紀錄                                                                                                 | 備註                 |
| ------- | ------------------ | --------------- | -------------- | --- | -------------------- |
| 1955年  | 強尼·波德瑞斯      | 先發投手        | 布魯克林道奇   | - 先發2場拿下1場完投勝、1場完封勝 - 18局投球失2分 - 10次三振                                         | [ 2 ]                |
| 1956年  | 唐·拉森            | 先發投手        | 紐約洋基       | - 2次先發，1勝0敗，第5場投出完全比賽 - 7次三振 - 投出大聯盟史上第一場季後賽無安打比賽                | [ 4 ]                |
| 1957年  | 路·波戴特          | 先發投手        | 密爾瓦基勇士   | - 3次先發全勝，拿下1場完投勝、2場完封勝 - 27局投球失2分 - 13次三振                                   | [ 5 ]                |
| 1958年  | 鮑伯·托利          | 投手            | 紐約洋基       | - 出賽4場拿下2勝1敗1救援成功 - 16.1局投球失5分 - 13次三振                                            | [ 6 ]                |
| 1959年  | 賴瑞·薛利          | 後援投手        | 洛杉磯道奇     | - 出賽4場拿下2勝0敗2救援成功 - 12.2局投球失1分 - 5次三振                                             | [ 7 ]                |
| 1960年  | 鮑比·理查森        | 二壘手          | 紐約洋基§      | - 3成67打擊率 - 1支滿貫全壘打 - 12分打點                                                             | [ 8 ]                |
| 1961年  | 懷堤·福特†         | 先發投手        | 紐約洋基       | - 先發2場全勝，包含1次完封 - 14局投球無失分 - 7次三振                                                | [ 9 ]                |
| 1962年  | 拉夫·泰瑞          | 先發投手        | 紐約洋基       | - 2勝1敗，2場完投含1次完封 - 25局投球失5分 - 16次三振                                                | [ 10 ]               |
| 1963年  | 山迪·柯法斯        | 先發投手        | 洛杉磯道奇     | - 先發2場全勝，且都完投 - 18局投球失3分 - 23次三振                                                   | [ 11 ]               |
| 1964年  | 鮑伯·吉伯森        | 先發投手        | 聖路易紅雀     | - 先發3場拿下2勝1敗，包含2場完投 - 27局投球 - 31次三振                                               | [ 12 ]               |
| 1965年  | 山迪·柯法斯 (2)    | 先發投手        | 洛杉磯道奇     | - 3場先發，2勝1敗，2場完封 - 24局投球失1分 - 29次三振                                                | [ 13 ]               |
| 1966年  | 法蘭克·羅賓森      | 外野手          | 巴爾的摩金鶯   | - 2成86打擊率 - 2支全壘打 - 3分打點                                                                  | [ 14 ]               |
| 1967年  | 鮑伯·吉伯森 (2)    | 先發投手        | 聖路易紅雀     | - 先發3場全勝，全數完投，包含一場完封勝 - 27局投球失3分 - 26次三振                                   | [ 15 ]               |
| 1968年  | 米奇·羅里奇        | 先發投手        | 底特律老虎     | - 先發3場全勝，且全數完投 - 27局投球失5分 - 21次三振                                                 | [ 16 ]               |
| 1969年  | 唐恩·克倫登諾恩    | 一壘手          | 紐約大都會     | - 3成57打擊率 - 3支全壘打 - 4分打點                                                                  | [ 17 ]               |
| 1970年  | 布魯克斯·羅賓森    | 三壘手          | 巴爾的摩金鶯   | - 4成29打擊率 - 2支全壘打 - 6分打點                                                                  | [ 18 ]               |
| 1971年  | 羅伯托·克萊門特    | 外野手          | 匹茲堡海盜     | - 4成14打擊率 - 2支全壘打 - 4分打點                                                                  | [ 19 ]               |
| 1972年  | 基恩·坦尼斯        | 捕手            | 奧克蘭運動家   | - 3成48打擊率 - 4支全壘打 - 9分打點                                                                  | [ 20 ]               |
| 1973年  | 瑞吉·傑克森        | 外野手          | 奧克蘭運動家   | - 3成10打擊率 - 1支全壘打 - 6分打點                                                                  | [ 21 ]               |
| 1974年  | 羅利·芬格斯        | 後援投手        | 奧克蘭運動家   | - 4場出賽，1勝0敗和2次救援成功 - 9.1局投球失2分 - 6次三振                                            | [ 22 ]               |
| 1975年  | 彼得·羅斯          | 三壘手          | 辛辛那提紅人   | - 3成70打擊率 - 10支安打 - 2分打點                                                                   | [ 23 ]               |
| 1976年  | 強尼·班奇          | 捕手            | 辛辛那提紅人   | - 5成33打擊率 - 2支全壘打 - 6分打點                                                                  | [ 24 ]               |
| 1977年  | 瑞吉·傑克森 (2)    | 外野手          | 紐約洋基       | - 4成50打擊率 - 5支全壘打(第6場擊出3支) - 8分打點                                                    | [ 25 ]               |
| 1978年  | 巴奇·登特          | 游擊手          | 紐約洋基       | - 4成17打擊率 - 10支安打 - 7分打點                                                                   | [ 26 ]               |
| 1979年* | 威利·史塔格爾      | 一壘手          | 匹茲堡海盜     | - 4成打擊率 - 7支長打 - 7分打點                                                                      | [ 27 ]               |
| 1980年  | 麥克·舒密特        | 三壘手          | 費城費城人     | - 3成81打擊率 - 2支全壘打 - 7分打點                                                                  | [ 28 ]               |
| 1981年^ | 羅恩·塞伊          | 外野手          | 洛杉磯道奇     | - 3成50打擊率 - 1支全壘打 - 6分打點                                                                  | [ 29 ]               |
| 1981年^ | 佩卓·葛雷諾        | 捕手            | 洛杉磯道奇     | - 3成33打擊率 - 4支長打 - 7分打點                                                                    | [ 29 ]               |
| 1981年^ | 史蒂夫·伊格        | 捕手            | 洛杉磯道奇     | - 2成86打擊率 - 2支全壘打 - 4分打點                                                                  | [ 29 ]               |
| 1982年* | 達瑞爾·波特        | 捕手            | 聖路易紅雀     | - 2成86打擊率 - 1支全壘打 - 5分打點                                                                  | [ 30 ]               |
| 1983年  | 瑞克·丹普希        | 捕手            | 巴爾的摩金鶯   | - 3成85打擊率 - 1支全壘打與4支二壘安打 - 2分打點                                                     | [ 31 ]               |
| 1984年  | 艾倫·川梅爾        | 游擊手          | 底特律老虎     | - 4成50打擊率 - 2支全壘打 - 6分打點                                                                  | [ 32 ]               |
| 1985年  | 布瑞特·薩伯海金    | 先發投手        | 堪薩斯市皇家   | - 先發2場拿下1場完投勝、1場完封勝 - 18局投球失1分 - 10次三振                                         | [ 33 ]               |
| 1986年  | 雷·奈特            | 三壘手          | 紐約大都會     | - 3成91打擊率 - 第7場擊出致勝全壘打 - 5分打點                                                        | [ 34 ]               |
| 1987年  | 法蘭克·懷歐拉      | 先發投手        | 明尼蘇達雙城   | - 先發3場，2勝1敗 - 19.1局失8分 - 16次三振                                                           | [ 35 ]               |
| 1988年* | 歐瑞爾·赫施瑟      | 先發投手        | 洛杉磯道奇     | - 先發2場全勝，拿下1場完投勝、1場完封勝 - 3次打擊機會全部都是安打，有2支二壘安打和1分打點 - 17次三振 | [ 36 ]               |
| 1989年  | 戴夫·史都華        | 先發投手        | 奧克蘭運動家   | - 先發2場全勝，包含1場完封勝 - 16局投球失3分 - 14次三振                                              | [ 37 ]               |
| 1990年  | 荷西·里荷          | 先發投手        | 辛辛那提紅人   | - 先發2場全勝 - 15.1局投球失1分 - 14次三振                                                           | [ 38 ]               |
| 1991年  | 傑克·莫里斯†       | 先發投手        | 明尼蘇達雙城   | - 先發3場，2勝0敗，第7場拿下10局完封勝 - 23局投球失3分 - 15次三振                                    | [ 39 ]               |
| 1992年  | 派特·波德斯        | 捕手            | 多倫多藍鳥     | - 4成50打擊率 - 1支全壘打 - 3分打點                                                                  | [ 40 ]               |
| 1993年  | 保羅·莫里特†       | 指定打擊        | 多倫多藍鳥     | - 5成打擊率 - 12支安打，其中6支是長打 - 8分打點與10得分                                              | [ 41 ]               |
| 1994年  | —                  | —               | —              | 因球員罷工取消                                                                                       | [ 42 ]               |
| 1995年  | 湯姆·葛拉文†       | 先發投手        | 亞特蘭大勇士   | - 先發2場全勝 - 14局投球失2分 - 11次三振                                                             | [ 43 ]               |
| 1996年  | 約翰·維特蘭        | 後援投手        | 紐約洋基       | - 5次出賽，4次救援成功 - 4.1局投球失1分 - 6次三振                                                    | [ 44 ]               |
| 1997年* | 里邦·赫南德茲      | 先發投手        | 佛羅里達馬林魚 | - 先發2場全勝 - 13.2局投球失7分 - 7次三振                                                            | [ 45 ] [ 46 ]        |
| 1998年  | 史考特·布羅修斯    | 三壘手          | 紐約洋基       | - 4成71打擊率 - 第3場擊出雙響砲 - 6分打點                                                            | [ 47 ]               |
| 1999年  | 馬里安諾·李維拉†   | 後援投手        | 紐約洋基       | - 出賽3場，1勝0敗與2次救援成功 - 4.2局投球無失分 - 3次三振                                           | [ 48 ] [ 49 ]        |
| 2000年  | 德瑞克·基特†       | 游擊手          | 紐約洋基       | - 4成09打擊率 - 2支全壘打與19個壘打數 - 6分打點                                                      | [ 50 ] [ 51 ]        |
| 2001年^ | 藍迪·強森†         | 先發投手        | 亞利桑那響尾蛇 | - 出賽3場全勝(2場先發)，1次完封勝 - 17局投球失2分 - 19次三振                                         | [ 52 ] [ 53 ]        |
| 2001年^ | 柯特·席林          | 先發投手        | 亞利桑那響尾蛇 | - 先發3場，1勝0敗 - 21.1局投球失4分 - 26次三振                                                       | [ 54 ]               |
| 2002年  | 特洛伊·格勞斯      | 三壘手          | 安那罕天使     | - 3成85打擊率 - 3支全壘打 - 8分打點                                                                  | [ 55 ] [ 56 ]        |
| 2003年  | 賈許·貝基特        | 先發投手        | 佛羅里達馬林魚 | - 先發2場，1勝1敗，1場完封勝 - 16.1局投球失2分 - 19次三振                                            | [ 57 ] [ 58 ]        |
| 2004年  | 曼尼·拉米瑞茲      | 外野手          | 波士頓紅襪     | - 4成12打擊率 - 1支全壘打 - 4分打點                                                                  | [ 59 ] [ 60 ]        |
| 2005年  | 傑梅恩·戴伊        | 外野手          | 芝加哥白襪     | - 4成38打擊率 - 1支全壘打 - 3分打點                                                                  | [ 61 ] [ 62 ]        |
| 2006年  | 大衛·艾克斯坦      | 游擊手          | 聖路易紅雀     | - 3成64打擊率 - 8支安打 - 4分打點                                                                    | [ 63 ] [ 64 ]        |
| 2007年  | 麥克·洛威爾        | 三壘手          | 波士頓紅襪     | - 4成打擊率 - 1支全壘打 - 4分打點                                                                    | [ 65 ] [ 66 ]        |
| 2008年* | 科爾·漢梅爾斯‡     | 先發投手        | 費城費城人     | - 先發2場，1勝0敗 - 13局投球失4分 - 8次三振                                                          | [ 67 ] [ 68 ]        |
| 2009年  | 松井秀喜           | 指定打擊        | 紐約洋基       | - 6成15打擊率 - 3支全壘打 - 8分打點                                                                  | [ 69 ] [ 70 ]        |
| 2010年  | 埃德加·倫特利亞    | 游擊手          | 舊金山巨人     | - 4成12打擊率 - 2支全壘打 - 6分打點                                                                  | [ 71 ] [ 72 ]        |
| 2011年* | 大衛·佛里斯‡       | 三壘手          | 聖路易紅雀     | - 3成48打擊率 - 第6場先在第9局擊出追平三壘安打，再於11局擊出再見全壘打 - 7分打點                     | [ 73 ] [ 74 ]        |
| 2012年  | 巴勃羅·桑多瓦爾‡   | 三壘手          | 舊金山巨人     | - 5成打擊率 - 第1場個人擊出3支全壘打 - 4分打點                                                       | [ 75 ] [ 76 ]        |
| 2013年  | 大衛·歐提茲        | 指定打擊        | 波士頓紅襪     | - .688打擊率 - 2發全壘打，4次故意四壞球 - 6分打點                                                    | [ 77 ] [ 78 ] [ 79 ] |
| 2014年* | 麥迪森·邦加納‡     | 先發投手        | 舊金山巨人     | - 3次出賽，2勝0敗，1次救援成功（2次先發)，1場完封 - 21局投球失1分 - 17次三振                         | [ 80 ] [ 81 ]        |
| 2015年  | 薩爾瓦多·培瑞茲‡   | 捕手            | 堪薩斯市皇家   | - 3成64打擊率 - 5場比賽共蹲捕51局 - 3次得分                                                          | [ 82 ]               |
| 2016年  | 本·佐布里斯特‡     | 外野手          | 芝加哥小熊     | - 3成57打擊率 - 10支安打；包含在第7戰第10局的超前1分打點二壘安打 - 5次得分                           | [ 83 ]               |
| 2017年  | 喬治·史普林格‡     | 外野手          | 休士頓太空人   | - 3成75打擊率 - 5支全壘打與7分打點 - 8次得分與11支安打                                               | [ 84 ]               |
| 2018年  | 史蒂夫·皮爾斯      | 一壘手          | 波士頓紅襪     | - 3成33打擊率，四支安打都是長打 - 3支全壘打與8分打點 - 整體攻擊指數1.667                             | [ 85 ]               |
| 2019年  | 史蒂芬·史崔斯伯格‡ | 投手            | 華盛頓國民     | - 先發出賽2場，拿下2勝 - 14.1局失4分，防禦率2.51 - 14次三振                                          | [ 86 ]               |
| 2020年  | 柯瑞·席格‡         | 游擊手          | 洛杉磯道奇     | - 4成打擊率 - 2支全壘打、5分打點 - 6場獲得7次保送                                                    | [ 87 ]               |
| 2021年  | 荷黑·索列爾‡       | 外野手/指定打擊 | 亞特蘭大勇士   | - 3成打擊率 - 3支致勝全壘打 - 整體攻擊指數1.191                                                      | [ 88 ]               |
| 2022年  | 傑瑞米·佩尼亞‡     | 游擊手          | 休士頓太空人   | - 4成打擊率 - 10支安打，包含第五場的致勝轟 - 整體攻擊指數1.023                                       | [ 89 ]               |
| 2023年  | 柯瑞·席格‡ (2)     | 游擊手          | 德州遊騎兵     | - 3支全壘打 - 6分打點 - 整體攻擊指數1.137                                                            | [ 90 ]               |
| 2024年  | 弗萊迪·弗里曼‡     | 一壘手          | 洛杉磯道奇     | - 前四場皆開轟，包含史上世界大賽第一支再見滿貫砲 - 12分打點 - 整體攻擊指數1.364                      | [ 91 ]               |